# Circolazione di Langmuir

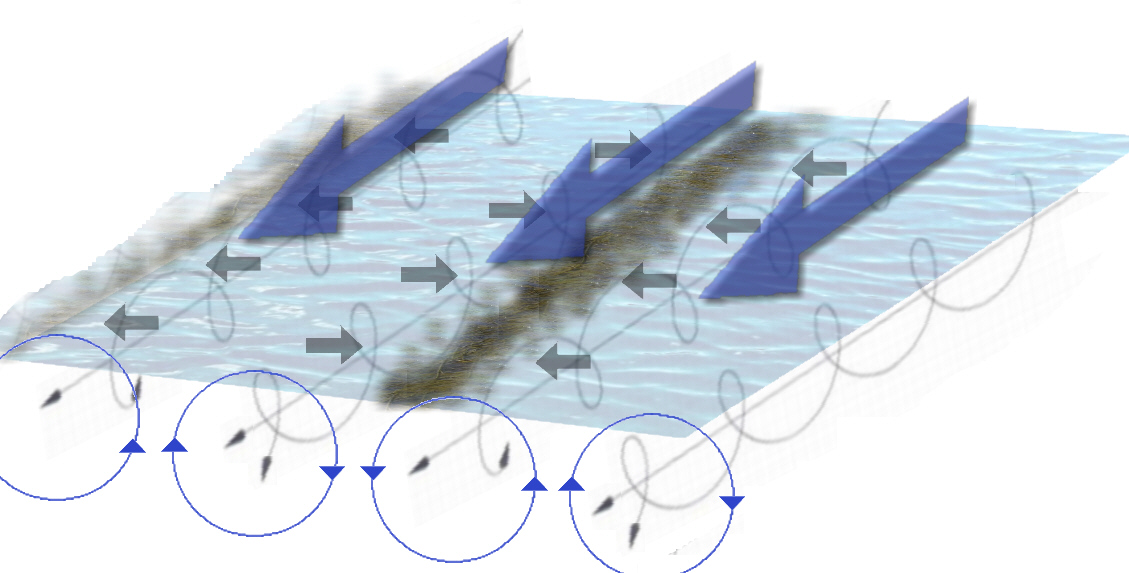
Circolazione di Langmuir

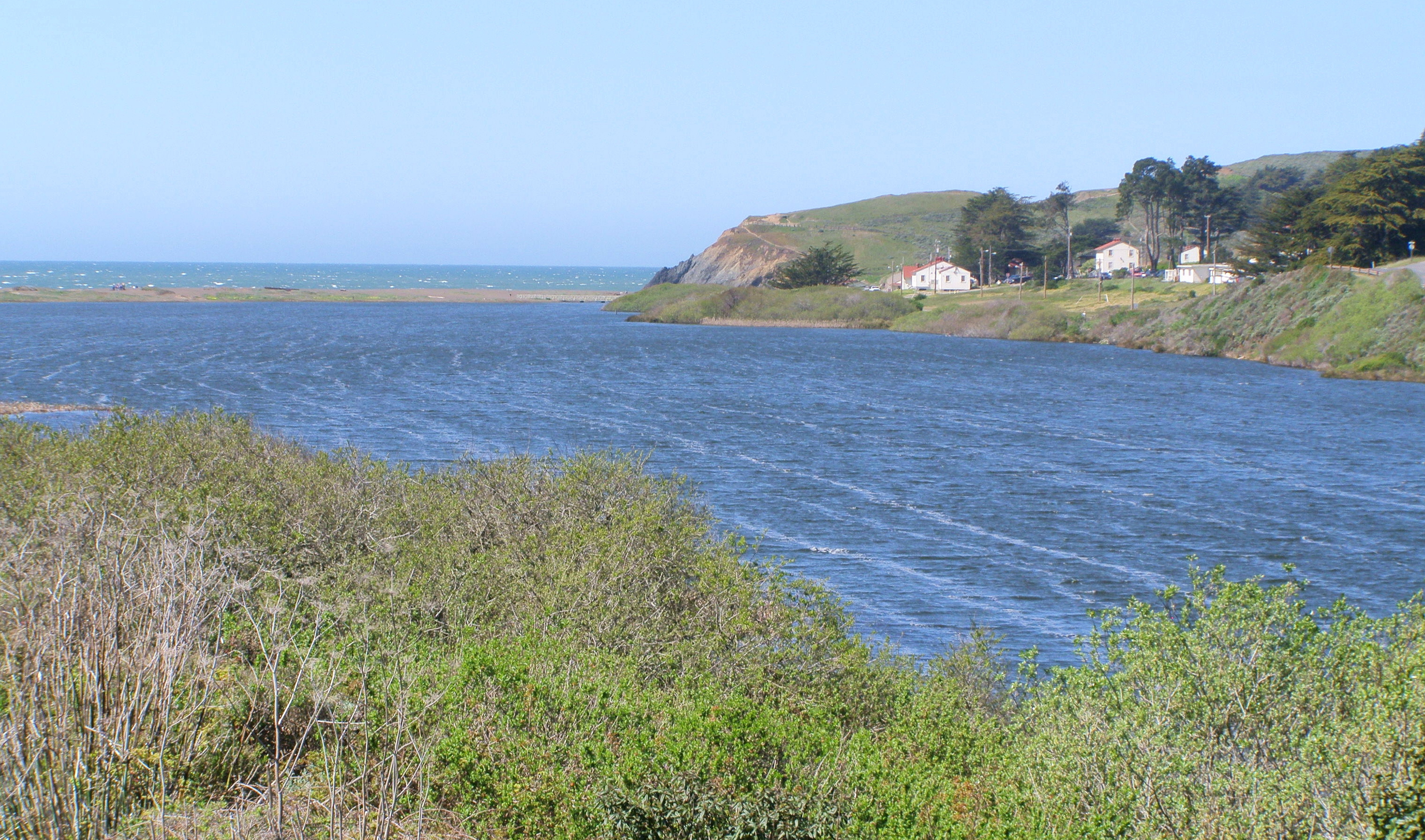
Strisce bianche nella laguna dovute alla circolazione di Langmuir.

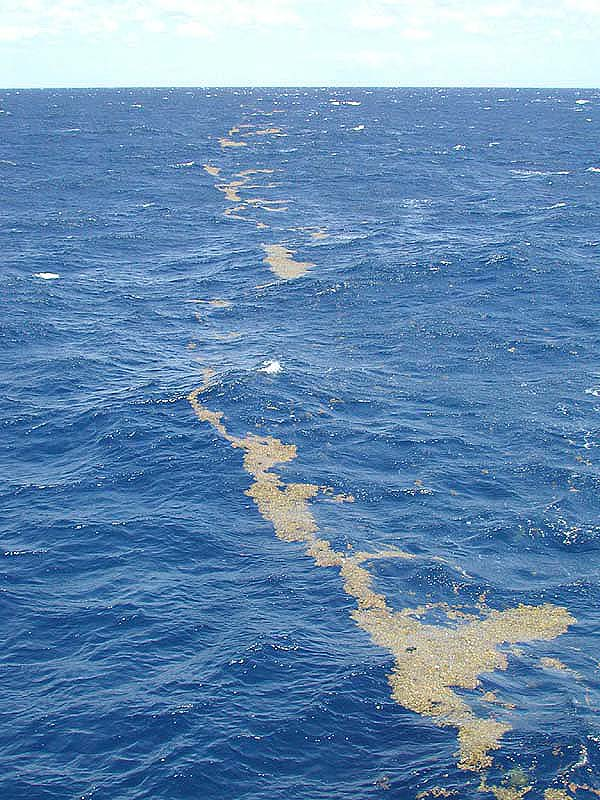
I sargassi possono estendersi per chilometri sulla superficie del mare. Gli ammassi di alghe galleggianti vengono spesso concentrati dai forti venti e dall'azione delle onde della corrente del Golfo.

In oceanografia fisica, la circolazione di Langmuir consiste in una serie di vortici poco profondi, lenti e controrotanti che si formano sulla superficie dell'oceano e sono allineati con la direzione del vento. L'effetto avviene quando i venti soffiano in modo costante sulla superficie del mare. 
Il fenomeno fu scoperto nel 1927 da Irving Langmuir, nel corso di osservazioni sugli ammassi di macro alghe nel Mar dei Sargassi.
Le circolazioni di Langmuir avvengono all'interno dello strato miscelato, ma non è ben chiaro quanto forte possa essere il rimescolamento dovuto a questo effetto alla base dello strato miscelato.

## Teoria
La forza alla base di queste circolazioni è un'interazione tra flusso medio e flusso mediato sulle onde della superficie delle onde. La velocità di deriva di Stokes delle onde tende ad allungare e inclinare la vorticità del flusso vicino alla superficie.
La produzione di vorticità nella parte superiore dell'oceano è bilanciata dalla diffusione discendente (spesso turbolenta) {\displaystyle \nu _{T}}.
Per un flusso generato da un vento {\displaystyle \tau } caratterizzato da una velocità di sfregamento {\displaystyle u_{*}}, il rapporto tra la diffusione e la produzione di vorticità definisce il numero di Langmuir
{\displaystyle \mathrm {La} ={\sqrt {\frac {\nu _{T}^{3}k^{6}}{\sigma a^{2}u_{*}^{2}k^{4}}}}\ \mathrm {o} \ {\sqrt {\frac {\nu _{T}^{3}\beta ^{6}}{u_{*}^{2}S_{0}\beta ^{3}}}}}
dove la prima definizione è per un campo di onde monocromatico di ampiezza {\displaystyle a}, frequenza {\displaystyle \sigma } e numero d'onda {\displaystyle k}, e la seconda usa una generica scala inversa di lunghezze {\displaystyle \beta }, e una scala per la velocità di Stokes {\displaystyle S_{0}}.
Questo è esemplificato nelle equazioni di Craik-Leibovich
che sono un'approssimazione della media lagrangiana.
Nell'approssimazione di Boussinesq, le equazioni fondamentali si possono scrivere in questo modo:
{\displaystyle {\frac {\partial u_{i}}{\partial t}}+u_{j}\nabla _{j}u_{i}={\begin{array}{l}-2\epsilon _{ijk}\Omega _{j}\left(u_{k}^{s}+u_{k}\right)-\nabla _{i}\left({\frac {P}{\rho _{0}}}+{\frac {1}{2}}u_{j}^{s}u_{j}^{s}+u_{j}^{s}u_{j}\right)\\+\epsilon _{ijk}u_{j}^{s}\epsilon _{klm}\nabla _{l}u_{m}+g_{i}{\frac {\rho }{\rho _{0}}}+\nabla _{j}\nu \nabla _{j}u_{i}\end{array}}}
{\displaystyle \nabla _{i}u_{i}=0}
{\displaystyle {\frac {\partial \rho }{\partial t}}+u_{j}\nabla _{j}\rho =\nabla _{i}\kappa \nabla _{i}\rho }
dove
{\displaystyle u_{i}} è la velocità del flusso,
{\displaystyle \Omega } è la rotazione planetaria,
{\displaystyle u_{i}^{s}} è la velocità di deriva di Stokes del campo di onde della superficie,
{\displaystyle P} è la pressione,
{\displaystyle g_{i}} è l'accelerazione dovuta alla gravità, 
{\displaystyle \rho } è la densità,
{\displaystyle \rho _{0}} è la densità di riferimento,
{\displaystyle \nu } è la viscosità 
e
{\displaystyle \kappa } è la diffusività.
Nelle condizioni di mare aperto dove può non esserci una scala dominante di lunghezza che controlla la scala delle celle di Langmuir, viene proposto il concetto di turbolenza di Langmuir.

## Osservazioni
La circolazione di Langmuir è stata osservata tra 0° e 20° alla destra del vento nell'emisfero settentrionale con uno spiralamento che forma bande di convergenza e divergenza alla superficie.
Nelle zone di convergenza, lungo queste bande si trovano tipicamente concentrazioni di alghe galleggianti, schiume e detriti. Invece lungo le zone di divergenza la superficie oceanica è tipicamente priva di detriti, in quanto le correnti divergenti tendono ad espellere il materiale fuori da quest'area indirizzandolo verso le adiacenti zone di convergenza.
Alla superficie la circolazione formerà una corrente che va dalla zona di divergenza a quella di convergenza, con una spaziatura tra queste due zone compresa tra 1 e 300 m. Al di sotto delle zone di convergenza si formano stretti getti di flusso discendente con una magnitudine della corrente comparabile a quella del flusso orizzontale. La propagazione verso il basso è tipicamente dell'ordine di qualche metro o decina di metri, ma senza penetrare nel picnoclino. L'upwelling è meno intenso e avviene su una banda più ampia al di sotto della zona di divergenza.

Con velocità dei venti comprese tra 2 e 12 m/s, la massima velocità verticale varia tra 2 e 10 cm/s con un rapporto tra la velocità di downwelling e quella del vento compreso tra -0,0025 e -0,0085.